# Parasite (Halo)
Pour les articles homonymes, voir Parasite et Flood.
Le Parasite ou Flood, en anglais, (Inferi redivivus en langage Forerunner), est une espèce parasite fictive de l'univers Halo. Elle apparaît dans tous les jeux liés à l'univers Halo (hormis Halo Reach, Halo ODST, Halo 4, Halo 5 et Halo Infinite) et est au moins citée dans la majeure partie des romans liés. Le Parasite constitue également une des cinq factions de cet univers, avec l'UNSC, l'Alliance Covenante, la civilisation Forerunner et les Parias, dont l'affrontement perpétuel est au centre de l'intrigue.
Le Parasite est directement inspiré des crabes de tête de Half Life.
Le Parasite apparaît soudainement dans l'intrigue du jeu Halo: Combat Evolved et devient le second ennemi du héros, le Spartan John-117, après les Covenants. Cette apparition reléguera d'ailleurs ces derniers au second rang, la suite de l'intrigue se focalisant dès lors majoritairement sur le Parasite. Le manuel du jeu n'y fait même pas allusion, afin sans doute de maintenir le suspense. Cette faction réapparaît dans les deux autres jeux, Halo 2 et Halo 3, dans le même rôle d'ennemi secondaire devenant rapidement le plus important.
Le Parasite est apparemment gouverné par un désir d'infecter toute vie intelligente dans l'univers. Considéré comme une trop grande menace par les Forerunners, ces derniers créèrent les Halos, gigantesques structures spatiales en forme d'anneau, afin de les y emprisonner et de les étudier pour déceler leur point faible. Cela ne suffisant pas, les Forerunners utilisèrent alors l'autre pouvoir des anneaux : stériliser des galaxies grâce à une machinerie complexe. Ayant disséminé sept anneaux dans l'univers, ils les activèrent, détruisant toute vie dans la majeure partie de l'univers, dont leur propre civilisation. Le Parasite n'ayant dès lors plus rien à infecter, il se mit en sommeil durant 100 000 ans, jusqu'en 2552, année où les Covenants éveillèrent par mégarde le Parasite qui était présent sur l'Installation 04.
Le seul personnage important de cette espèce est le Fossoyeur, intelligence centrale commandant par lien télépathique tous les organismes parasites.
Les réactions quant au Parasite furent variées. Tandis que certains magazines trouvaient que cette espèce était un cliché dérivé de nombreux éléments de science-fiction, Wizard Magazine les considère comme parmi les « plus grands méchants de tous les temps » (77e place sur 100).

## Étymologie
Le mot « Flood » signifie «inondation» ou «déluge» en anglais. L'usage de ce mot pour désigner cette espèce vient certainement de son expansionnisme et de sa propension à augmenter très rapidement sa population en peu de temps, « inondant » donc les mondes envahis.
Néanmoins, le terme "Flood" viendrait aussi du fait que les organismes parasitaires 'submergent' leurs ennemis lorsqu'ils attaquent, d'où la référence aux inondations.
Cependant, le nom français est « Parasite », soit probablement plus lié à la faculté physiologique des organismes parasitaires à s'emparer des corps étrangers pour s'en servir.

## Développement
Le Parasite fut ajouté très tôt au développement de Halo: Combat Evolved, avant même que le jeu ne soit censé sortir sur Macintosh, et donc avant le rachat de Bungie par Microsoft. Un premier dessin d'une forme du Parasite fut réalisé en 1997. Il fut réalisé par Robert McLees, artiste et auteur de Bungie, qui se considère comme « l'architecte du Parasite ». Leur design évoquait le concept art d'un « zombie » que McLees avait réalisé pour le jeu Marathon 2: Durandal, de Bungie également.
Pendant un moment, l'anneau de Halo: Combat Evolved devait également contenir des créatures terrestres dinosauriennes, qui furent retirés pour des contraintes liées au système de jeu. Une autre raison fut que la présence d'autres espèces endémiques à l'anneau pouvait atténuer la surprise de rencontrer le Parasite et l'impact de cette rencontre. Chris Butcher, membre de l'équipe de Bungie, nota à propos de l'infection parasitaire que « l'idée selon laquelle le Parasite est le péril oublié qui a fait s'achever un empire à l'échelle galactique est un joli concept fondamental de bonne science-fiction. ».

## Physiologie
Toutes ces créatures sont fictives.
La physiologie des Parasites possède trois « cycles » biologiques distincts et non liés. Le premier est lié à l'assimilation d'un corps étranger par un organisme afin de disposer de suffisamment de biomasse pour entamer le cycle biologique. Le deuxième ne dépend pas d'un organisme parasitaire et dispose d'une phase d'évolution bien plus rapide. Enfin, le dernier cycle consiste à agglomérer plusieurs corps entre eux dans le but d'en former un seul disposant d'une intelligence centrale.

### Cycle basique
Les Parasites ont un cycle biologique basique complexe. La forme basique, nommée organisme parasitaire ou méta-organisme, est de forme rebondie, de couleur verdâtre et dispose de plusieurs tentacules, lui servant à se déplacer. En plus des tentacules se trouve un long dard permettant à l'organisme de s'accrocher à sa victime, puis de lui injecter des toxines hautement mutagènes dans le corps, puis s'attaque au système nerveux pour faciliter son entrée dans le corps à l'aide d'appendice coupant et ainsi se glisser sous la peau de sa victime. Une fois infectée, la victime passe sous le contrôle de l'organisme parasitaire et devient un combattant. Les créatures sensibles à cette infection sont les humains, les Sangheilis et les Jiralhanaes, ainsi que toute espèce disposant d'une biomasse suffisante pour combattre. Cependant, certaines maladies immunisent face aux toxines des organismes parasitaires. Ainsi, Avery Johnson est devenu le premier être humain (et le seul) à survivre à une infection et à garder ses facultés intactes. La raison de son immunité était une maladie acquise durant la guerre humano-covenante : le syndrome de Boren, contractée par contact avec les radiations émises par des grenades à plasma concentré Covenantes de 1 200 rads. Ces organismes ne sont pas très intelligents mais savent utiliser armes et véhicules, empruntant certainement les informations nécessaires à leur usage dans le cerveau de la victime. Les organismes parasitaires peuvent prendre le contrôle d'un cadavre, ou même d'un organisme combattant vaincu au combat. Si le corps infecté ne possède pas suffisamment de biomasse (dans le cas de l'infection d'un Unggoy ou d'un Kig-Yar par exemple), la mutation du corps est différente, et consiste en une dilatation exponentielle de la partie supérieure du corps. Les membres inférieurs sont conservés, et l'énorme boule créée dans la partie supérieure sert à stocker plusieurs organismes parasitaires, qui en seront libérés par une explosion de l'organisme dit « porteur ».
Dans Halo 3, les parasites sont capables d'infecter les Jiralhanaes, en plus des Sangheilis et des humains qui étaient les seuls organismes potentiellement combattants dans les deux préquelles : Halo: Combat Evolved et Halo 2.

### Formes «pures»
Les formes dites « pures » apparaissent également dans Halo 3. Leur forme basique (« Stalker Form » en anglais) semble constituée d'os soudés pour former un corps chitineux. Cette forme peut cependant muter à très grande vitesse pour se transformer en une créature utilisant des détritus comme projectiles (« Ranged Form » en anglais) ou en un béhémoth de chair d'une grande puissance et pouvant même contenir quelques organismes parasitaires qu'il laisse s'échapper par sa bouche (« Tank Form » en anglais). Selon Bungie, ces créatures se forment dès que le Parasite a accès à suffisamment de calcium, qu'il utilise pour former un condensé de biomasse venu d'autres espèces.

### Proto-fossoyeur et Fossoyeur
Le Parasite peut également, en infectant un organisme, créer un « Cerveau » (nommé également Proto-Fossoyeur). Cet organisme est très grand et totalement immobile. Sa seule activité consiste à puiser des informations dans le cerveau de sa victime, qui est généralement une personne importante, comme un chef ou un spécialiste d'un domaine précis. Ces cerveaux sont donc en mesure de manipuler des mécanismes plus complexes que les simples véhicules ou armes, et peuvent piloter un croiseur Covenant ou humain, comme le Truth and Reconciliation ou le In Amber Clad. Ils peuvent également interroger leurs victimes, comme ce fut ce qui arriva à Jacob Keyes. Le seul cerveau visible dans le jeu est présent dans le Truth and Reconciliation, lui-même dans Halo: Combat Evolved. Dans Halo Graphic Novel, des organismes empilent de la matière nécrosée dans le but qu'elle forme un Fossoyeur. Cette forme, ultime stade de l'évolution du Parasite, sert d'intelligence centrale dirigeant tous les autres organismes, et est rencontré dans Halo 2.

### Autres formes
Une forme spéciale apparait sous forme encodée après avoir été supprimée du jeu Halo 2 : le « Juggernaut ». Selon certaines hypothèses, le Juggernaut serait un Drinol Covenant infecté. Il est également possible que les formes pures « Tank » soient simplement un nouveau design de ces Juggernauts.
Des formes dites « aquatiques » existent également et vivent en milieu liquide, démontrant la grande capacité d'adaptation et de mutation du Parasite, capable de coloniser de nombreux environnements très rapidement. Elles sont visibles dans Halo 2 mais ne sont qu'un élément du décor.

## Histoire

### AvantCombat Evolved
Le Parasite est une espèce particulièrement ancienne. Déjà, à l'époque des Forerunners, elle tentait de prendre le contrôle de l'univers. Ces derniers entrèrent donc en guerre avec le Parasite. Plusieurs stations Forerunners furent ainsi conçues pour étudier l'espèce infectieuse et trouver le moyen de la vaincre. Ces recherches aboutirent à une terrible conclusion : le Parasite ne souffrait de rien excepté de la faim. Le seul moyen de les vaincre était donc de les mettre hors de portée de leur nourriture, à savoir les organismes infectés pour leur usage. Les Forerunners bâtirent donc de vastes structures annelées, les Installations de 0 à 7, ou Halo, fonctionnant comme une planète, avec une activité géologique analogue à celle de la Terre. La population du Parasite y fut donc concentrée, et des machines furent mises en place pour les surveiller. Un monitor, comme 343 Guilty Spark dans l'Installation 04, était créé pour se charger de la gestion de l'anneau, et des robots de combat, les Sentinelles et les Exécuteurs, servaient à tuer les organismes. Enfin, les anneaux furent pourvus d'une machinerie complexe leur permettant de concentrer de l'énergie pour se transformer en armes capables d'anéantir une galaxie.
Cela ne suffit cependant pas pour stopper l'expansionnisme du Parasite. Les Forerunners furent donc contraints d'activer les sept anneaux de l'univers et disparurent, avec la majeure partie des formes de vie intelligentes. Le Parasite se mit donc en sommeil pendant 100 000 ans, jusqu'à l'arrivée d'étrangers sur l'Installation 04, en 2552 du calendrier terrien.
Le premier contact des humains et des covenantes avec le parasite a eu lieu dans Halo Wars sur une planète inconnue qui était en fait une installation Forerunners creuse abritant une flotte de vaisseau de combat. Le vaisseau covenante étant détruit et le vaisseau humain le "Spirit of Fire" étant porté disparu, aucun rapport n'a été fait sur le parasite ni chez les humains ni chez les covenantes ce qui explique que le contact sur l’installation 04 fut considéré comme le premier.

### Combat Evolvedet le parasite
Dans un complexe Forerunner de l'Installation 04, cachée au beau milieu d'un marécage, les Covenants découvrirent le Parasite endormi dans les souterrains de la bâtisse. Après avoir essuyé de nombreuses pertes, les extraterrestres parvinrent à piéger le Parasite dans une zone isolée du complexe. Jacob Keyes, Avery Johnson et plusieurs soldats humains se rendirent dans le complexe, croyant qu'il s'agissait d'une cache d'armes Covenante. Ils débloquèrent le verrou placé par les Covenants et libérèrent une seconde fois le Parasite. Hormis Johnson, tous les humains présents furent infectés. Le Spartan John-117 fut envoyé à son tour dans le complexe pour retrouver Jacob Keyes, qui avait mystérieusement disparu. Il trouva le casque d'un des soldats l'accompagnant : Wallace Jenkins, et y trouva une vidéo. Le film présent montrait les dernières heures des soldats avant leur rencontre avec les étranges organismes parasitaires. Hormis quelques paroles évasives de l'intelligence artificielle Cortana au niveau précédent du jeu évoquant une « chose » réveillée par les Covenants, rien ne préparait à l'apparition de ces créatures dans l'intrigue. Il les rencontra, les affronta, découvrant du même coup que certains soldats de l'expédition de Keyes avaient été infectés par les parasites, et rencontra 343 Guilty Spark, monitor de l'Installation 04, en fuyant le complexe. Ce dernier, voyant en lui un « Dépositaire » (un humain ou un Forerunner étant capable d'activer le mécanisme d'armement des Halo, ils sont nommés Dépositaires par les monitors), l'emmena dans la Bibliothèque, vaste construction bâtie autour de la clé d'activation de l'installation : l'Index. Après avoir traversé la Bibliothèque à la recherche de cette fameuse clé, Spartan John-117 parvint à la trouver, après quoi Spark l'emmena ensuite dans la Salle de contrôle (ou Noyau) dans l'espoir de lui faire activer l'anneau pour répondre à la procédure dite de « Confinement » (activation des anneaux pour empêcher le Parasite de s'échapper en infectant d'autres formes de vie).
Cortana, qui avait été placée dans le Noyau, empêche l'activation et dérobe l'Index. 343 Guilty Spark décide donc de détruire Spartan John-117, en plus de son affrontement avec les Covenants et le Parasite. Il n'y parviendra cependant pas. Pendant ce temps, Jacob Keyes est ramené sur le Truth and Reconciliation, vaisseau Covenant envahi par le Parasite. Un proto-fossoyeur, contenant le corps de Keyes, se développe dans le poste de pilotage du croiseur et entreprend d'interroger l'humain sur ses origines. Keyes résiste au maximum pour empêcher l'organisme de dérober les informations capitales concernant la Terre. John-117 et Cortana arrivent sur le vaisseau dans l'espoir de le sauver. Lorsque les deux héros parviennent au poste de commande, Keyes vient de mourir. Le Spartan frappe alors le proto-fossoyeur avec suffisamment de force pour percer son enveloppe corporelle et prend des implants neuraux contenus dans le cerveau de Jacob Keyes. Il compte s'en servir pour détruire le Pillar of Autumn, vaisseau humain écrasé à la surface de l'Installation 04. 343 Guilty Spark parvient à retarder la séquence d'autodestruction du vaisseau mais pas à la stopper définitivement. John-117 et Cortana quittent l'anneau avant qu'il n'explose, laissant le reste derrière eux. Le monitor parviendra également à fuir l'anneau et rejoindra une plate-forme d'extraction Forerunner située dans le même système.

### Halo Graphic Novel
Quelques Parasites parviennent à rallier un vaisseau Covenant : l'Infinite Succor. Le vaisseau est totalement envahi et les organismes qu'il contient souhaitent rallier Grande Bonté, cité sainte des Covenants, à son bord. Une mission, commandée par les Sangheilis Rtas 'Vadumee et 'Kusovai, est envoyée à bord pour comprendre ce qui se passe à bord de l'Infinite Succor. Excepté 'Vadumee, il n y a aucun survivant parmi les Covenants. Même 'Kusovai est infecté par le Parasite et est tué par 'Vadumee en combat singulier. Ce dernier y perd cependant une partie de sa mâchoire. Il prend le contrôle du vaisseau et le programme pour aller se désagréger dans une étoile avant de s'échapper. Tous les Parasites présents à son bord sont détruits.
On voit également des Parasites réunir des tas de chairs infectées dans le but de créer par ce moyen un Fossoyeur.

### Halo 2etGhosts of Onyx
Des Parasites se réveillent dans une plate-forme d'extraction Forerunner près des restes de l'Installation 04, qui sert alors de base au mouvement « hérétique » de Sesa 'Refumee. La base est assaillie par l'Arbiter et Rtas 'Vadumee, envoyés réprimer le mouvement par les San 'Shyuums de l'Alliance Covenante. Il est possible que 'Refumee lui-même ait réveillé délibérément des formes Parasites conservées dans la station, qui disposait également de laboratoires d'étude du Parasite. Quoi qu'il en soit, ils attaquent sans distinction hérétiques et alliés de l'Arbiter. Pour empêcher le Parasite de fuir et pour forcer 'Refumee à tenter de quitter la station dans le but de le coincer, l'Arbiter coupe les trois câbles retenant la station à son support principal.
Le Parasite se réveille également accidentellement dans l'Installation 05, récemment envahie par les humains et les Covenants. Le Fossoyeur, une forme évolué du Parasite contrôlant les autres, capture John-117, puis l'Arbiter, qui affrontait quelques heures plus tôt le Parasite. Le Fossoyeur les convainc de l'aider à stopper le Haut Prophète de la Vérité et Tartarus avant qu'ils n'activent l'anneau. L'Arbiter est envoyé du côté de la Salle de Contrôle de l'anneau pour se confronter à Tartarus, pendant que John-117 est envoyé sur Grande Bonté pour affronter Vérité. Le Parasite profite de l'absence de Miranda Keyes, capturée par Tartarus, pour voler sa frégate, l'UNSC In Amber Clad, et rejoignent Grande Bonté à son bord. Le vol de la frégate était en vérité l'objectif premier du Fossoyeur. Tartarus quitte la cité au moment où les premiers organismes parasitaires envahissent Grande Bonté. Le Haut Prophète de la Pitié n'a pas cette chance. Il est saisi par un organisme parasitaire qui le plaque au sol. Son congénère le Haut Prophète de la Vérité, pourtant son allié, décide de l'abandonner à son sort pour ne pas perdre de temps.
John-117 arrive durant les dernières secondes de vie de Pitié et lui fait révéler le plan de Vérité. Il doit affronter le Parasite pour monter jusqu'à un conduit de transport menant au vaisseau Forerunner situé au centre de Grande Bonté. Vérité s'y embarque pour se rendre jusqu'à la Terre à son bord. Cortana reste dans la cité Covenante et souhaite activer la séquence d'autodestruction du In Amber Clad, écrasé dans la ville, afin de la détruire. Le Fossoyeur, après avoir massacré et infecté toute la population, décide de partir, en utilisant la ville comme vaisseau. Il interroge Cortana, qui, semble-t-elle, accepte de répondre à ses questions pour « un instant de tranquillité, ».

### Halo 3
Le Fossoyeur joue sa première carte en envoyant un vaisseau de Grande Bonté rempli de Parasites sur la Terre, dont il connait désormais la localisation. Ce dernier arrive sur la planète au moment où les Covenants la quittent, après avoir activé le portail vers l'Arche. John-117, l'Arbiter et les soldats humains comme Sangheilis doivent faire face à la nouvelle menace. John part dans l'épave du vaisseau et y trouve un message d'avertissement de Cortana. Rtas 'Vadumee propose de vitrifier la Terre entière pour endiguer la propagation, mais sous la pression de l'Arbiter, se contente d'anéantir la moitié de l'Afrique, où le Parasite avait atterri. Les humains et les Sangheilis empruntent ensuite le portail, à la recherche de la solution proposée par Cortana dans son message.
C'est finalement Grande Bonté elle-même qui est déplacée, avec à son bord toute l'armée du Fossoyeur, dans l'Arche. Celle-ci est leur meilleur gage de sécurité, car elle est hors de portée des armements des Halo. Plusieurs cellules de dispersion sont envoyées partout dans l'Arche. Le Fossoyeur envoie également une armée pour stopper le Haut Prophète de la Vérité, tout près d'activer les anneaux et de répéter l'action des Forerunners 100 000 ans auparavant. Le Fossoyeur s'allie à nouveau avec John-117 et l'Arbiter, mais après l'élimination de Vérité, décide de les trahir. Ces derniers parviennent malgré tout à s'échapper et voient sous leurs yeux un nouveau Halo, bâti par l'Arche pour remplacer l'Installation 04 détruite par le Spartan. Ce dernier décide de l'activer, le rayon créé pouvant anéantir l'Arche et les Parasites qui l'occupent. Il lui faut cependant un Index. Refusant d'attendre que l'installation en génère un elle-même, ce qui, selon 343 Guilty Spark, prend du temps, John-117 part à la recherche de celui que Cortana avait volé sur l'Installation 04. Il retourne donc sur Grande Bonté, totalement passée sous le contrôle du Parasite. Après avoir retrouvé l'intelligence artificielle, il détruit Grande Bonté et part avec l'Arbiter à bord du nouvel anneau, pendant que les derniers survivants humains et Sangheilis retournent sur Terre.
Sur l'anneau, les deux héros cheminent jusqu'à la salle de contrôle, et dégagent le passage pour le Sergent Johnson, qui transporte l'Index. 343 Guilty Spark prend peur pour l'anneau, craignant que l'activation ne le détruise aussi, et abat Johnson dans un geste de colère, l'empêchant d'activer l'installation. John-117 le détruit et active l'anneau, avant de fuir avec l'Arbiter. Halo est activé et anéantit l'Arche avec lui. L' Aube de l'Espérance, vaisseau de Miranda Keyes, est récupéré par les deux héros qui tentent de franchir le portail généré par l'Arche avant qu'il ne se désactive. La moitié du vaisseau y parvient, et l'Arbiter retourne seul sur Terre, tandis que John-117 et Cortana demeurent de l'autre côté. Le Fossoyeur et le Parasite est supposément détruit en même temps que l'Arche.

## Impact

### Produits dérivés
Le Parasite a été représenté dans une série de figurines produites par Joyride. Pour Halo: Combat Evolved, un pack de figurines représentant un organisme porteur et un organisme parasitaire fut mise en vente. Pour Halo 2, ce fut un pack contenant un organisme combattant de type humain et un organisme parasitaire, qui sortirent peu après le jeu,.

### Réception médiatique
La surprenante apparition du Parasite en plein milieu de Halo: Combat Evolved fut vue comme un important sursaut scénaristique. L'actrice Aisha Tyler dit à ce sujet que « [Chaque fois que le Parasite apparaît], même si j'y avais joué un million de fois, serait un moment totalement terrifiant ! ». Le site Gamasutra, écrivant sur les scénarios vidéoludiques, utilisa l'exemple du Parasite, non seulement comme le sursaut scénaristique qu'il constitue dans l'univers de Halo, mais aussi comme un exemple d'école sur l'importance des sursauts scénaristiques dans les jeux, qui rendent leur scénario d'autant plus passionnant.
Malgré cela, la présence du Parasite dans les deux suites, Halo 2 et Halo 3 fut davantage sujette à controverse. Un panel de magazines internet soulignèrent qu'il apparaissait dans Halo 2 pour des raisons inexpliquées, et qu'ils ne furent décrits que comme « plus terribles » à affronter. De même, des journalistes comme Victor Godinez de Dallas News trouva que les Parasites étaient trop dérivés de stéréotypes de science-fiction, et fonctionnaient comme des « zombies de l'espace, ». Daniel Weissenberger de GameCritics.com nota dans son test de Halo 3 que même si les Parasites étaient meilleurs que jamais, leur unique stratégie consistant à s'attaquer basiquement au joueur était fastidieuse.
Lee Hammock, auteur de la nouvelle « Le dernier voyage de l'Infinite Succor », dans Halo Graphic Novel, décrivit la base de l'histoire comme un moyen de montrer que le Parasite était une menace intelligente et donc d'autant plus dangereuse, plutôt qu'un simple ennemi que le joueur abat quand il le rencontre. Il souhaitait donc montrer la vraie nature du Parasite, dans « l'espoir d'euthanasier l'idée que les Parasites ne sont pas que des zombies de l'espace ». L'histoire fut bien reçue par la critique. En 2006, Wizard Magazine classa le Parasite 77e dans son classement des « plus grands méchants de tous les temps ».